# Бендерське повстання
Бендерське повстання — збройне повстання, організоване російськими більшовиками 27 травня 1919 року в Бендерах з метою захоплення Бессарабії, яка входила до складу Румунією, та встановлення радянської влади. Повстання розпочалося рано вранці за підтримки загону Червоної армії, який переправився до міста через Дністер. Повсталі захопили контроль над містом, але до вечора того ж дня були розгромлені румунськими військами при підтримці військ Антанти.

## Передісторія
Румунські війська вступили в Бессарабію в грудні 1917 року формально на виконання наказу командуючого Румунським фронтом російського генерала Дмитра Щербачова для забезпечення охорони складів, доріг та відновлення порядку. Румунські війська під приводом того, що Бессарабія етнічно румунська територія, у січні-березні 1918 року повністю зайняли край, де-факто включивши його до складу Румунського королівства. Антанта запропонувала Радянській Росії посередництво в переговорах з Румунією. У лютому 1918 року було підписано протокол про ліквідацію російсько-румунського конфлікту, 5-9 березня — угоду між РСФРР і Румунією про звільнення Румунією Бессарабії. Згідно з протоколом, Румунія зобов'язувалася вивести свої війська з Бессарабії протягом двох місяців. Однак, скориставшись складним становищем Радянської Росії (вторгнення австро-німецьких військ на Україну і тимчасовий відступ радянських військ), румунський уряд порушив угоду і анексував Бессарабію. Наприкінці 1918 року в Бендери були перекинуті дві французькі дивізії для допомоги румунським військам. На початку 1919 року на півночі Бессарабії відбулося Хотинське повстання. Після цього дії більшовиків в Бендерах активізувалися.
Бендерські більшовики, плануючи повстання, розуміли, що для успіху повстання необхідно досягти як мінімум нейтралітету французів, а ще краще залучити їх на свою сторону. Підпільний комітет почав встановлювати контакти з французькими солдатами. Його члени, які вільно володіли іноземними мовами (Є. Погонкін, В. Попович, О. Галацер і багато інших), влаштовувалися підсобними робітниками до французької дивізії і, за спогадами французького солдата Марселя Тандю, агітували їх підтримувати Радянську Росію".
Серед французьких військовослужбовців почало наростати невдоволення. На початку 1919 року 58-й Авіньйонський піхотний полк відмовився виконати наказ командування про наступ на Тирасполь. Під тиском офіцерів він перейшов Дністер, але на підході до Тирасполя, коли французька артилерія відкрила вогонь по візкам з жінками і дітьми, піхота відмовилася йти далі і відступила в Бендери. Три дні їх протримали в Бендерській фортеці під арештом, а потім знову спробували направити на Тирасполь. Солдати відмовилися, і полк перевезли до Галаца, роззброїли і відправили багатьох солдатів на каторгу в Марокко. Спроба групи бендерських залізничників, до якої входив і Павло Ткаченко, звільнити солдатів, захоплених на миловарному заводі, провалилася.
У квітні-початку травня 1919 року більшовики зайняли Україну, готували завоювання Румунії, для чого була зосереджена 6-та дивізія 3-ї Української Червоної Армії під командуванням Никифора Григор'єва. У квітні 1919 року друга Бендерська підпільна партконференція «взяла курс на повстання». Його планували синхронізувати з наступом на місто частин Червоної армії через Дністер. На початку травня по радіо було передано ультимативні ноти румунському уряду з вимогами негайно вивести війська з Бессарабії, віддати під суд всіх винних у злочинах проти мешканців цього регіону і повернути все захоплене майно. Однак заколот григор'ївської дивізії (8 травня 1919 року) зірвав усі плани більшовиків. Повстанці зайняли Миколаїв і Херсон. Командуючий 3-ю Українською армією М. Худяков кинув значні сили на придушення заколоту. У той же час Антон Денікін розпочав наступ на Донбас. 17 травня козаки Кубанського війська під командуванням Андрія Шкуро прорвали червоний фронт під Волновахою; 24 травня частина Української Червоної армії була кинута проти Денікіна. В таких умовах похід на Румунію ставав абсолютно неможливим. Проте повстання не скасували.

## Хід подій

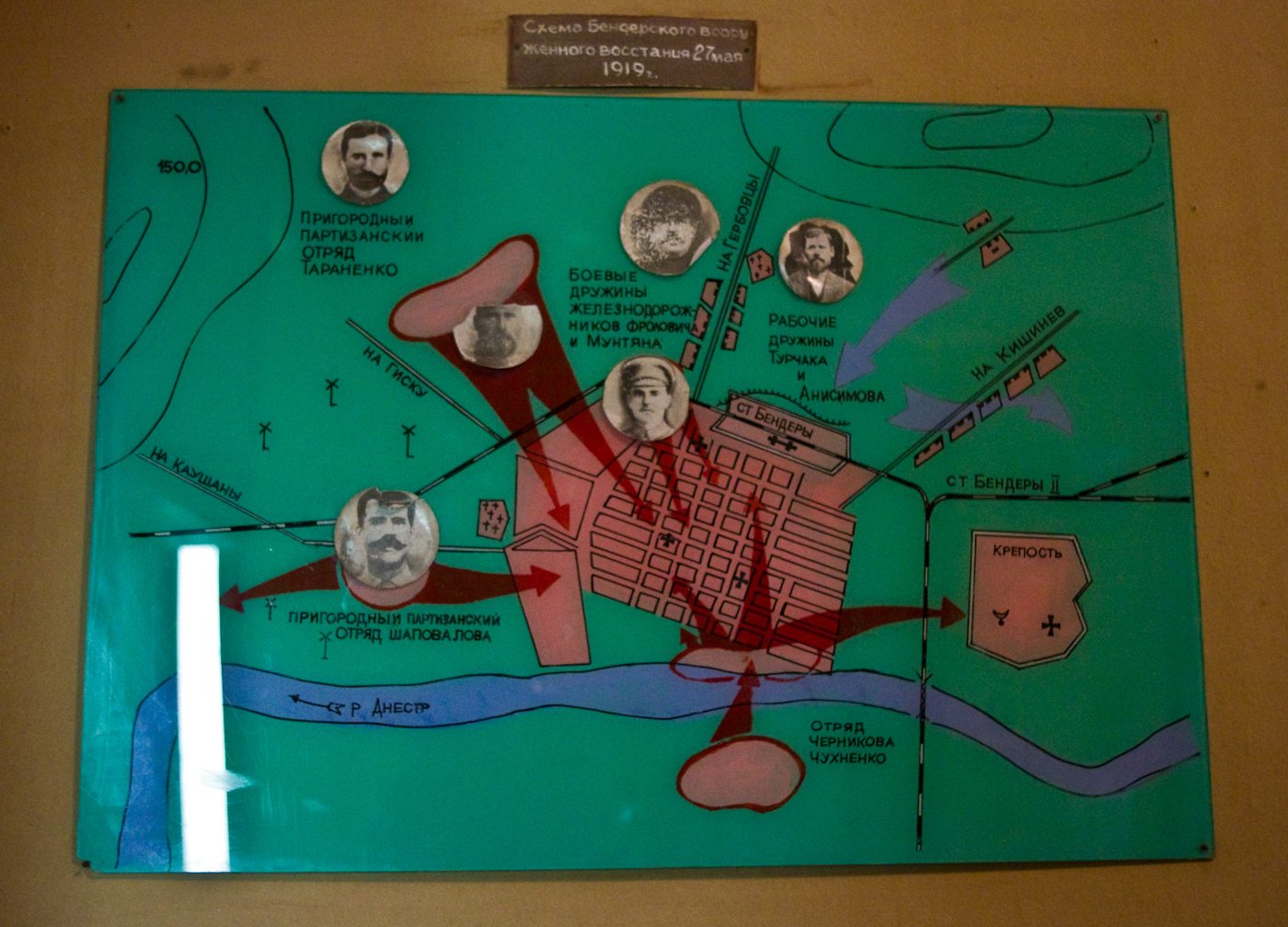
Схема Бендерського повстання

Повстання почалося вранці 27 травня 1919 року. Повсталі, головним чином, робітники-залізничники, разом з прибулим червоноармійським загоном (близько 150 осіб, уродженців Бессарабії) зі складу 3-ї бригади 5-ї дивізії 3-ї Української Червоної армії атакували фортечний гарнізон, захопили вокзал, пошту, фінансову адміністрацію, телеграф і залізничний міст, звільнили політв'язнів. На бік повсталих перейшла частина солдат 4-го і 37-го французьких полків. Більшість французьких солдат зберігали нейтралітет. До повсталих приєдналися також солдати, що дезертували з румунської армії. Після деякого опору викинув білий прапор капітуляції і весь гарнізон румунських солдатів, які засіли в Бендерській фортеці. Керував повсталими Григорій Борисов (Старий).
До середини дня все місто опинився в руках повсталих. На вечір того ж дня до Бендер були підтягнуті свіжі сили румунських військ, які після артилерійського обстрілу з Борисовських висот повели наступ на місто. На допомогу румунам були підійшли французькі колоніальні війська, до яких входили алжирські солдати — зуави, які, зазвичай, використовувалися для проведення каральних акцій. До кінця дня повстання було придушене. Залишки повстанців під румунським вогнем почали відступ за Дністер. Частина французів стримувала румунів і алжирців, які не зважилися стріляти по відступаючим, що врятувало життя при переправі багатьом повсталим. Протягом кількох днів в місті велися масові обшуки та арешти. Близько 150 учасників були розстріляні, багато були заарештовані і віддані суду.

## Причини поразки
У ситуації, що склалася до кінця травня, повстання в Бендерах було очевидною авантюрою. Командування Українським фронтом і бендерської підпільні організації явно недооцінили сили румунських військ і вважаючи, що повстанцям вдасться утримати місто навіть при невеликій підтримці Червоної армії.

## Бендерське повстання в радянській традиції

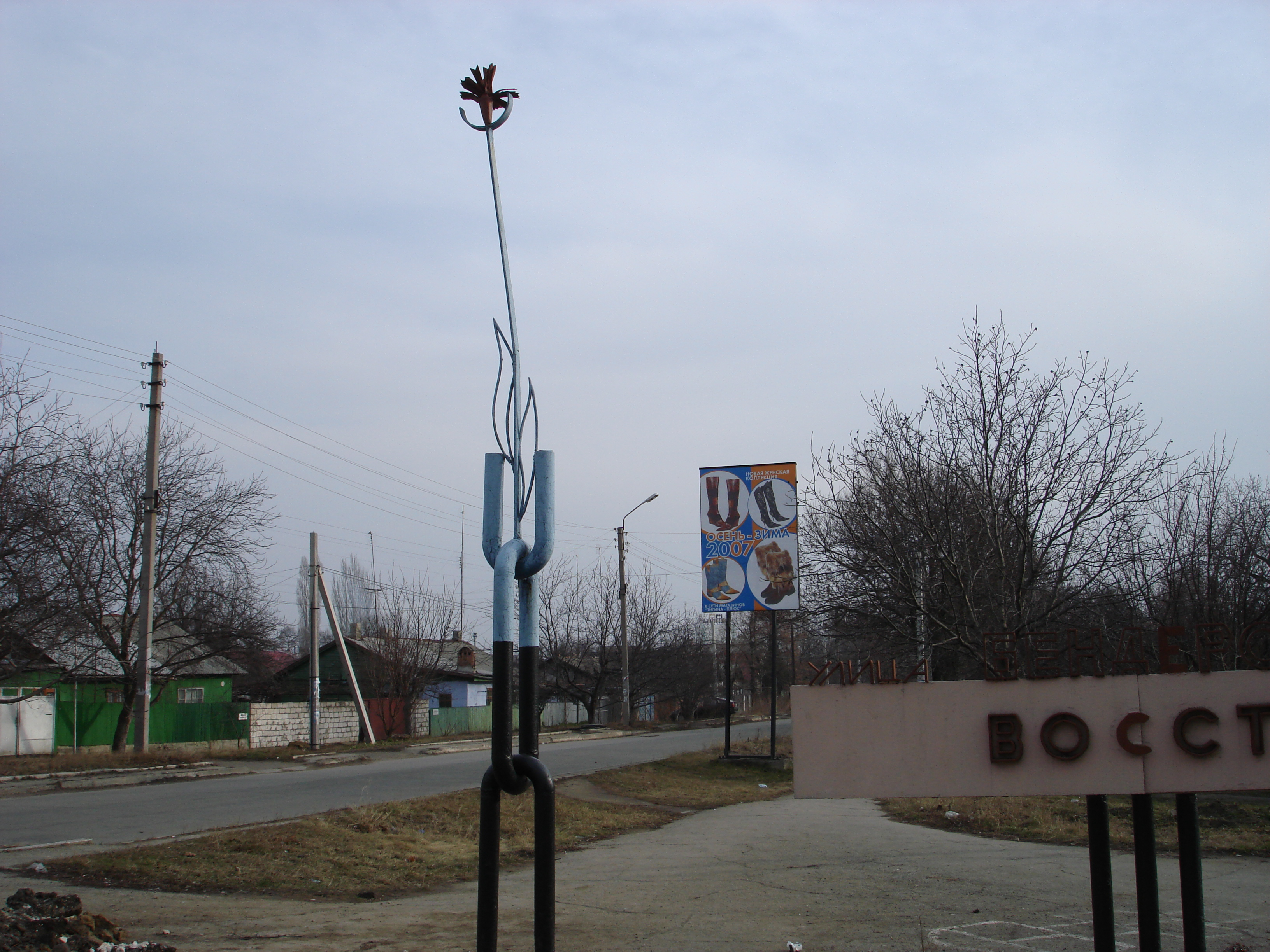
Скульптурна композиція на перехресті вулиць Бендерського повстання та Кишинівської

У радянській історіографії цей епізод розглядався, як частина «боротьби народу Бессарабії, спрямованої проти румунської окупації, відновлення Радянської влади та об'єднання з СРСР».
Пізніше на честь Бендерського повстання була названа одна з вулиць міста. Інша бендерська вулиця стала носити ім'я керівника повстання Григорія Старого. У 1969 році в день 50-річчя повстання, на честь його учасників, на березі Дністра відкрили 18-метровий пам'ятник «Доблесним борцям за владу Рад».